# 남한강대교
남한강대교(南漢江大橋)는 충청북도 충주시 양성면과 강원특별자치도 원주시 부론면을 잇는 남한강의 다리이다. 국가지원지방도 제49호선이 지난다.